# Embelia concinna
Embelia concinna är en viveväxtart som beskrevs av John Gilbert Baker. Embelia concinna ingår i släktet Embelia och familjen viveväxter.

## Underarter
Arten delas in i följande underarter:
- E. c. ericophila
- E. c. sclerophylla